# 氏家為棟
氏家 為棟（うじいえ ためむね）は、江戸時代前期の長州藩士。禄は500石。

## 生涯
慶安2年（1649年）、長州藩士である氏家就棟の子として誕生。
寛文4年（1664年）閏5月27日に父・就棟が死去すると、その後を継ぎ、毛利綱広、吉就、吉広の三代に仕えた。
元禄8年（1695年）11月14日に47歳で死去。子の親直（彦十郎、十郎左衛門、与三左衛門）が後を継いだ。